# Helmut Triska
Helmut Karl Triska (* 10. Februar 1912 in Knittelfeld; † 1973) war ein österreichischer NSDAP-Funktionär und Diplomat in der Zeit des Nationalsozialismus sowie später Manager.

## Leben
Helmut Triska war Sohn des Eisenbahnbeamten Vinzenz Triska. Triska trat noch während seiner Schulzeit am 9. Februar 1929 der NSDAP bei (Mitgliedsnummer 86.330). Nachdem er 1931 die Matura bestanden hatte, begann er ein Jurastudium, das er jedoch nicht abschoss. Er war von 1934 bis 1936 Landesstudentenführer des NS-Studentenbundes (NSDStB) in Österreich. Nach Verbüßung einer Haftstrafe in Wien von 1935 bis 1936 wurde ihm verboten weiter österreichische Hochschulen zu besuchen. Danach ging er ins Deutsche Reich und wurde in Berlin Abteilungsleiter Ostmark des Außenamts der Reichsstudentenführung. Seit 1937 war er mit Johanna, geborene Moth, verheiratet. Nach dem „Anschluss Österreichs“ im März 1938 wurde er Gaubeauftragter der Volksdeutschen Mittelstelle Wien, der er zuvor schon als Verbindungsführer der Reichsstudentenführung zugearbeitet hatte.
Während des Zweiten Weltkrieges trat Triska der SS zum 1. Juni 1940 im Rang eines SS-Hauptsturmführers bei (SS-Nummer 391.822). Er übernahm ab Dezember 1940 als Legationsrat in der Abteilung Deutschland des Auswärtigen Amts die Volkstumspolitik. Ab 1943 leistete Triska Militärdienst bei der Leibstandarte SS Adolf Hitler. Nach der Besetzung Ungarns durch deutsche Truppen – während der Judendeportationen – war Triska 1944 bei der deutschen Gesandtschaft in Budapest als Gesandtschaftsrat Kultur- und Volkstumsreferent. Das Personal der Gesandtschaft war mit Edmund Veesenmayers Stab identisch. Triska wurde 1944 noch zum SS-Sturmbannführer im SD befördert.
Nach Kriegsende konnte Triska untertauchen, wurde später aber gefasst und war von 1946 bis 1948 Zivilinternierter in Ludwigsburg und Hohenasperg. Gegen Triska verhängte die Schweizer Bundesanwaltschaft 1953 eine Einreisesperre wegen dessen „nationalsozialistischer gegen die Unabhängigkeit der Schweiz gerichteten Tätigkeit“, er hatte sich Ende 1940 in Zürich mit schweizerischen Nationalsozialisten getroffen. Triska wurde als Geschäftsmann tätig und war Teilhaber der ALLROP, Rohstoff- und Warenhandels GmbH in Wien.